# Jean Vandaele
Pour les articles homonymes, voir Vandaele.
Jean Vandaele, né le 6 juillet 1888 à Warhem (Nord) et mort le 11 octobre 1963 à West-Cappel (Nord), est  un homme politique français.

## Détail des fonctions et des mandats
Mandats locaux
- 1941 - 1963 : Maire de West-Cappel

Mandat parlementaire
- 2 mars 1951 - 8 juin 1958 : Sénateur du Nord[1]

## Hommage
- Une rue de West-Cappel porte son nom[2].